# Bahnhof Kölleda

Der Bahnhof Kölleda ist der Bahnhof der Kleinstadt Kölleda im Landkreis Sömmerda in Thüringen. 1874 ging er in Betrieb. Von 1914 bis 1947 war er Anschlussbahnhof. Im Personenverkehr bedienen Regionalzüge den Bahnhof, für den Güterverkehr besteht ein Anschlussgleis in das örtliche Industriegebiet.

## Lage
Der Bahnhof liegt mit fast einem Kilometer südlich des Stadtkerns im äußersten Süden Kölledas. Dabei grenzt er weiter nördlich an die Straße Am Bahnhof. Der Haltepunkt Großneuhausen befindet sich ungefähr vier Kilometer weiter östlich. In Richtung Westen ist die nächste Station der drei Kilometer entfernt gelegene Haltepunkt Kiebitzhöhe. In drei Kilometern Luftlinie liegt das Ende des Anschlussgleises in das Industriegebiet Kölleda.

## Allgemeine Geschichte
Am 14. August 1874 wurde der Bahnhof Kölleda an der Bahnstrecke Straußfurt–Großheringen eröffnet. Die Strecke aus Laucha nahm man am 1. Mai 1914 in Betrieb. Die Gleise der Pfefferminzbahn mussten 50 Meter in Richtung Süden verschoben werden, damit die Gleise der Finnebahn auch genügend Platz hatten. 1947 wurde dieser Streckenabschnitt nach Kölleda als Reparationsleistung an die Sowjetunion abgebaut. Seinen Status als Anschlussbahnhof verlor der Bahnhof somit.
Bis 1927 trug der Bahnhof die Bezeichnung Cölleda und wurde in Kölleda umbenannt.
Seit 2005 ist die Infrastruktur an die Thüringer Eisenbahn verpachtet.

## Anlagen

### Bahnsteige und Gleise

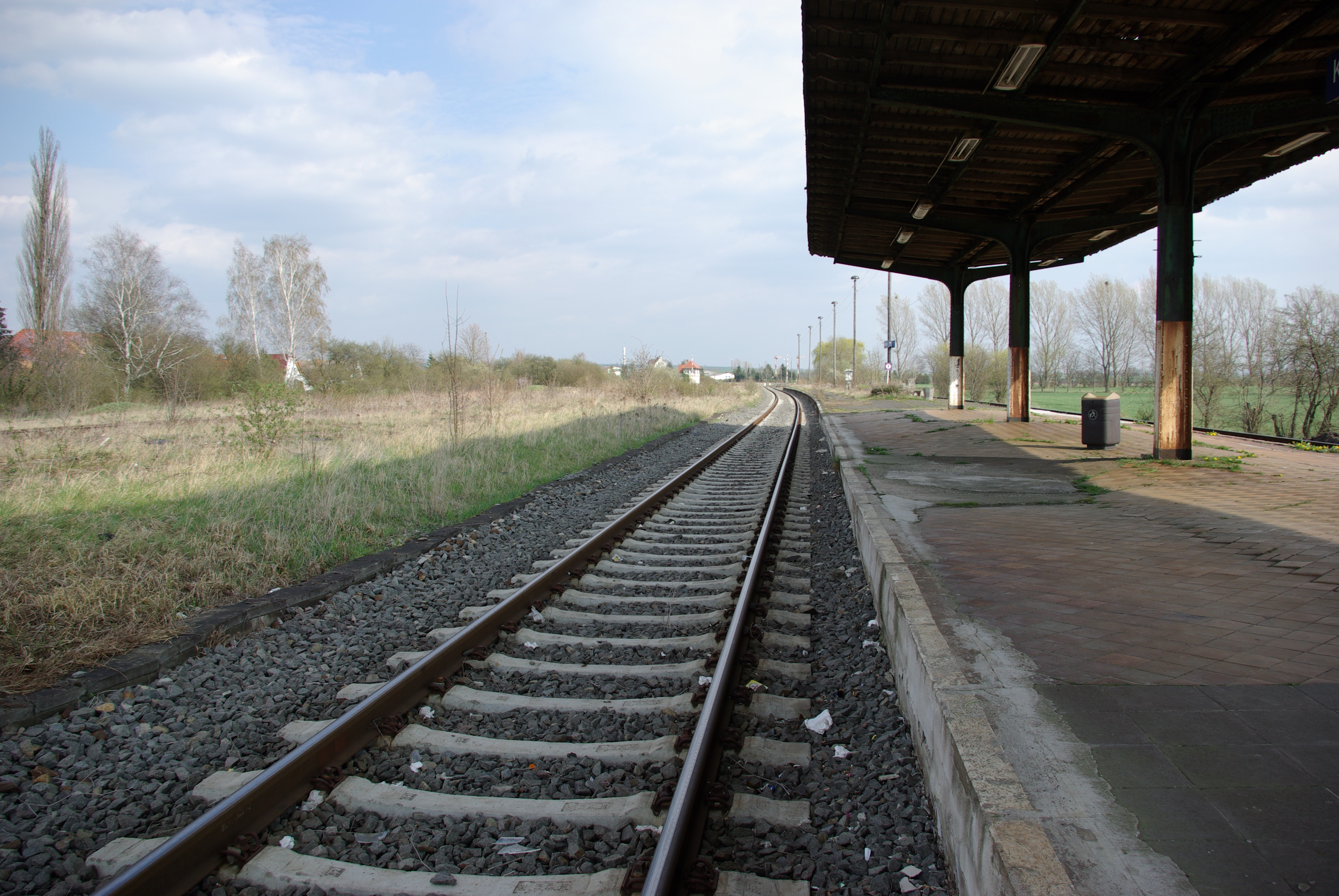
Alter Bahnsteig

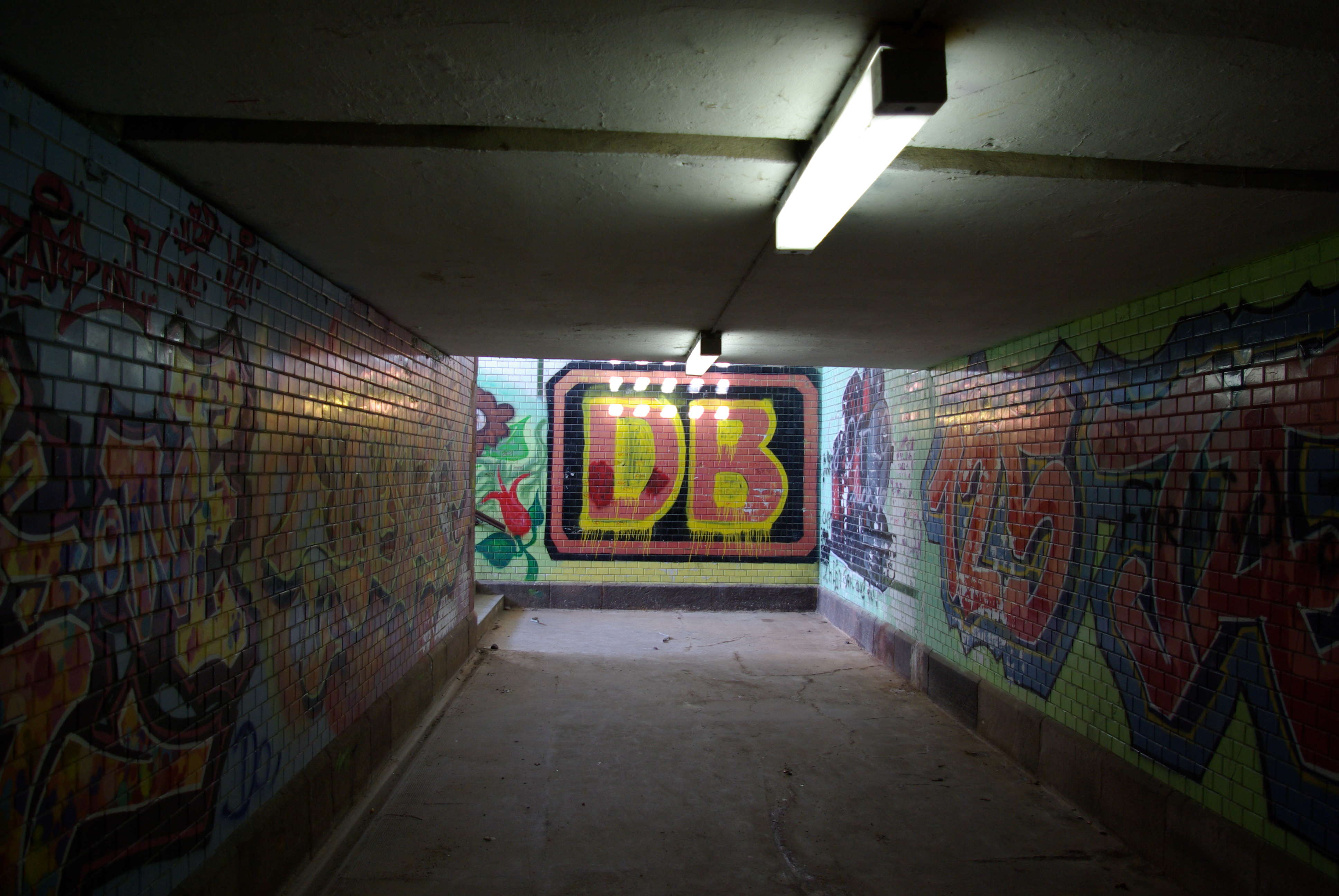
Alte Unterführung

Die größte Ausdehnung hinsichtlich der Gleise wies der Bahnhof in den Jahren von 1914 bis 1946 auf, als 1913/14 Bauarbeiten an der Finnebahn erfolgten. Durch die nach 1945 getätigten Reparationen nahm die Anzahl der Gleise erheblich ab. 
1942 existierte neben dem durchgehenden Hauptgleis (Gleis 7) ein Kreuzungsgleis (Gleis 8). Dieses befand sich an einem Mittelbahnsteig. Vom Hausbahnsteig aus war er über einen Personentunnel miteinander verbunden. Das durchgehende Hauptgleis der Finnebahn (Gleis 5) lag ebenfalls am Mittelbahnsteig. Die Gleise 3 und 4 fungierten als Gütergleise. 
Durch die Reparationsleistungen verlor Kölleda die Gleise 3 und 5 sowie einige Nebengleise.
Im Jahre 1979 verfügte der Bahnhof Kölleda über acht Gleise (siehe Tabelle). Für den Personenverkehr standen zwei Mittelbahnsteige zur Verfügung (105 Meter bzw. 190 Meter lang).
| Gleis | betriebliche Nutzlänge | bauliche Nutzlänge |
| ----- | ---------------------- | ------------------ |
| 3     | 680 m                  | 854 m              |
| 7     | 585 m                  | 746 m              |
| 8     | 689 m                  | 707 m              |
| 19    | 180 m                  | 210 m              |
| 20    | 180 m                  | 210 m              |
| 21    | 383 m                  | 454 m              |
| 22    | 65 m                   | 95 m               |
| 23    | 160 m                  | 190 m              |

Im Südwesten der Bahnhofsanlage befand sich ein Ringlokschuppen mit sechs Toren und angebautem Wasserturm. Seine Fläche betrug einst 1200 Quadratmeter. Man erweiterte ihn im Zuge des Baus der Finnebahn. Die dazugehörige Drehscheibe war 50 Quadratmeter groß. Daneben befand sich ein Kohlenbansen (540 m² groß).
Der Oberbau des Gleises 3 befand sich in einem sehr schlechten Zustand. Die Weichen wurden bereits durch die DB Netz abgebaut und waren bei der Übernahme durch die Thüringer Eisenbahn nicht mehr vorhanden. Die Schotterbettung war verunreinigt und bewachsen.
Für die Jahre 2014/15 war vorgesehen, die Kapazitäten für den künftig erwarteten Güterverkehr zu erhöhen. Ein früher vorhandenes Hauptgleis wurde dafür wieder hergestellt und genutzt. Dieses dient der Ein- und Ausfahrt, Kreuzung, Abstellung, Zugbildung und Zugfertigstellungen und wurde mit den dafür erforderlichen Signalanlagen ausgestattet. Diese Maßnahme soll die Flexibilität im betrieblichen Ablauf und das Wachsen des Güterverkehrs ermöglichen. Die Entwurfsgeschwindigkeit in dem Bereich beträgt 50 km/h. Am Bahnübergang mit der Bezeichnung Ko wurden keine baulichen Veränderungen vorgenommen. Lediglich wurden Anpassungsarbeiten im Zuge des Weicheneinbaus und der Stopf- und Richtarbeiten an Gleisen vorgenommen. Für die Leit- und Sicherungstechnik wurden Kabelkanäle, Querungen und Schächte neu gebaut. Der Verkehr wurde in der zehn- bis zwölfjährigen Bauzeit dabei kaum beeinträchtigt, lediglich die Einbindung der zwei neuen Weichen erfolgte in Wochenendsperrpausen.
Ebenso wurde durch die DB Station&Service ein neuer Außenbahnsteig gebaut, der den alten Mittelbahnsteig ersetzte und etwa 200 Meter weiter östlich in Höhe Gebösestraße liegt. Im Oktober 2014 begannen die Bauarbeiten dafür. Am 19. Dezember fand die feierliche Übergabe statt. Der stufenfrei zugängliche Bahnsteig und dessen Beleuchtung wurden neu gebaut. Hinzu kommt noch ein Wetterschutzhaus und ein Dynamischer Schriftanzeiger für Verspätungsinformationen und Uhrzeit. Die Länge des neuen Bahnsteigs beträgt 60 Meter und die Höhe 55 Zentimeter. Insgesamt wurden 300.000 Euro investiert. 100 Reisende nutzen täglich den Bahnhof (2014).

### Empfangsgebäude
Bei dem Empfangsgebäude handelt es sich um ein Fachwerkgebäude, das aus dem Jahre 1914 stammt. Es befindet sich nördlich der Gleisanlagen. 1979 betrug seine Fläche 320 Quadratmeter. Früher befand sich darin eine Personenwaage.
2011 beherbergte es drei Wohnungen, von denen eine vermietet war. Die Gewerbefläche umfasst 244, das Grundstück 2347 Quadratmeter. Die Deutsche Bahn verkaufte es neben anderen Bahnhofsgebäuden an eine britische Firma. Zunächst äußerte die Stadt Kölleda kein Interesse an einem Kauf. Das Mindestgebot sank um das Zehnfache auf 7000 Euro ab. Doch am 1. Dezember 2011 ersteigerte die Stadt Kölleda das Gebäude für 23.500 Euro. Kurzfristig fiel noch die Entscheidung, sich an der Versteigerung zu beteiligen. Durch ein zusätzliches Gebot stieg der Preis nochmals um einiges an.

### Stellwerke
An der westlichen Ausfahrt von Sömmerda kommend befindet sich das ehemalige Weichenwärterstellwerk (Ww) mit dem Namen „Ko“. Das Fahrdienstleiterstellwerk (Fdl), das man „Kw“ nannte, lag an der Ausfahrt von Großheringen kommend. Sie entstanden als Neubau bei der Inbetriebnahme der Finnebahn. Ihre Größen betragen 40 Quadratmeter (Ww) und 50 Quadratmeter. Bei beiden handelt es sich um Stellwerke der Bauart Jüdel. 2012 gingen beide außer Betrieb. Dafür ging ein elektromechanisches Fahrdienstleiterstellwerk im gleichen Jahr ans Netz.

### Weitere Anlagen
Im Jahre 1979 bestanden in der Nähe der Gleise 19 und 20 zwei Ladestraßen. An den Gleisen 8 und 22 waren zwei Wasserkräne vorhanden, deren Pumpleistung zwei Kubikmeter pro Minute betrug. Darüber hinaus gab es noch vier Laderampen, davon zwei Seiten, ein Kopf- und kombinierte Rampe. Ein Güterschuppen in Backsteinbauweise mit einer Größe von 210 Quadratmetern befand westlich des Empfangsgebäudes. Zusätzlich gab es noch ein Abortgebäude.

## Verkehr

### Personenverkehr
Im Personenverkehr fahren zweistündlich Regionalbahnen der Linie RB 27 der Erfurter Bahn nach Sömmerda sowie Buttstädt.

### Güterverkehr
Die Spedition Axthelm verfügte über ein eigenes Anschlussgleis, direkt nördlich des Empfangsgebäudes. Es war 135 Meter lang. Weitere ehemalige Kunden waren eine Großhandelsgesellschaft und ein VEB Kohlehandel. Ebenso wurden für die Nationale Volksarmee des Standortes Sprötau Güter in Kölleda verladen. Des Weiteren wurde ein Gleisanschluss zum Feldflugplatz auf die Kiebitzhöhe bedient. In den 1930er Jahren wurde er errichtet. Nach Aussagen ehemaliger Angestellter diente er zum Einfliegen und Bewaffnen in Kassel hergestellter Flugzeuge für die Wehrmacht. Sie benutzte für die Rangierfahrten eine WR 360 C 14. Dieser Anschluss wurde nach dem Zweiten Weltkrieg von einem VEAB (Getreidehandel) und einem Agrochemischem Zentrum genutzt. Auch ein Tanklager wurde zeitweise bedient. Nach Aussagen einige Eisenbahner aus Kölleda waren in den 1960er Jahren zwei Dampflokomotiven für die Anschlussbedienung erforderlich.
Heute besteht nur noch das lange Anschlussgleis in das Kölledaer Industriegebiet. Seit 2005 betreibt die Thüringer Eisenbahn den Güterverkehr auf der Strecke. Seit der Übernahme kamen zwei weitere Kunden in Kölleda hinzu. Dazu zählt das Werk der MDC Power GmbH und ein Containerumschlagplatz. Bis zu zehn Züge verkehr dort täglich. Darüber hinaus wird im Kölledaer Bahnhof auch gelegentlich Holz verladen. Ein weiteres Anwachsen des Güterverkehrs ist absehbar.
Durch den noch heute stattfindenden Güterverkehr blieb Kölleda von erheblicher Gleisrückbauten in den 1990er Jahren verschont.